# Lazzaro Pisani

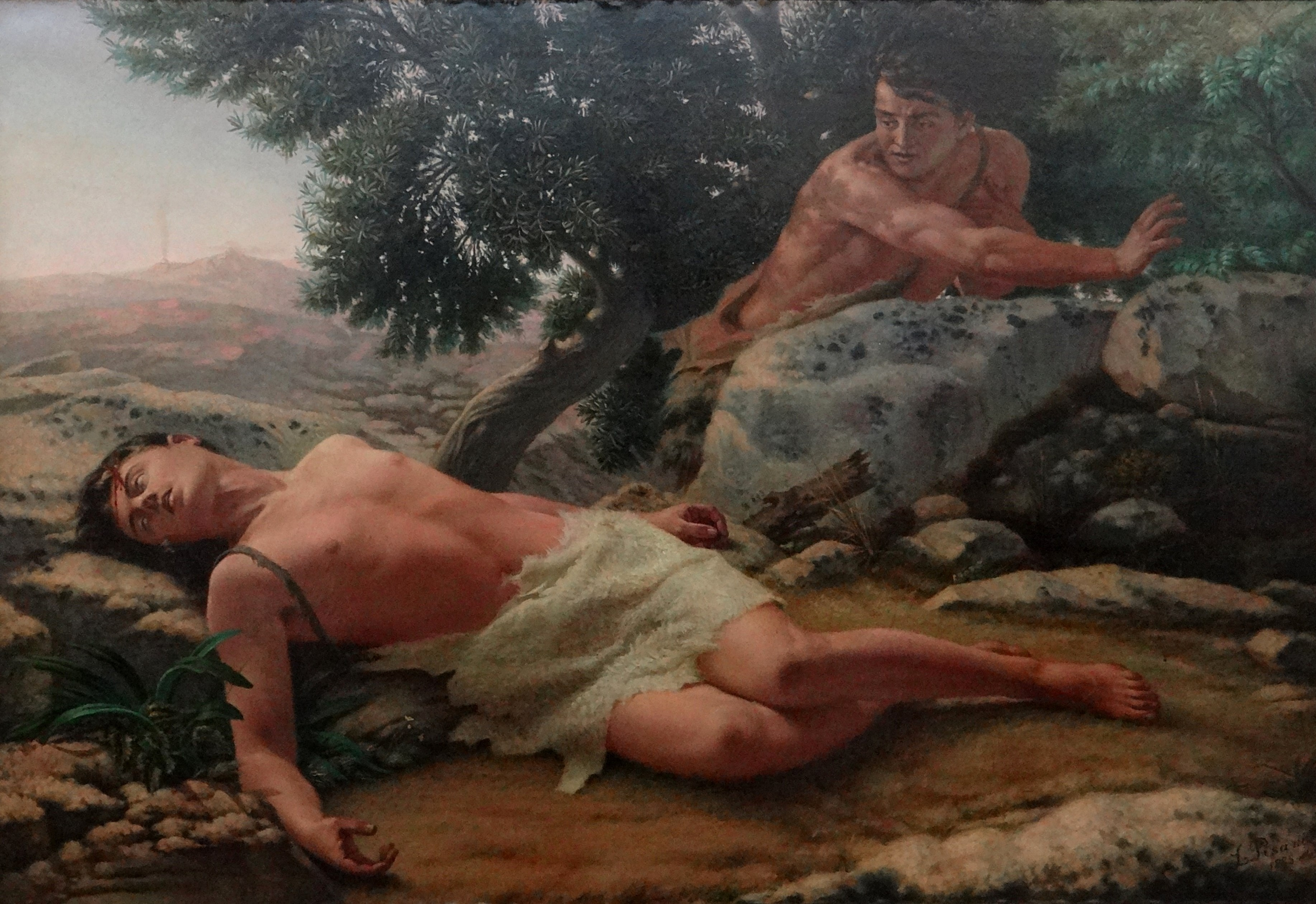
Lazzaro Pisani „Śmierć Abla”

Lazzaro Pisani (ur. 15 grudnia 1854, zm. 31 sierpnia 1932) – maltański malarz. Uznawany jest za jednego z najważniejszych maltańskich artystów końca XIX i początku XX wieku.

## Życiorys
Lazarro Pisani urodził się 15 grudnia 1854 w Żebbuġ. Studiował w Rzymie w Accademia di San Luca, lecz w 1874, po zarażeniu się malarią, powrócił na Maltę. Otrzymał nagrodę finansową od Malta Society of Arts, Manufactures and Commerce. W 1885 Pisani zdobył srebrny medal na Wystawie Kolonialnej w Londynie, za swoją pracę „Śmierć Abla”. Na Wystawie Kolonialnej w 1924 uzyskał kolejny srebrny medal.
Lazzaro Pisani zmarł 31 sierpnia 1932 w Saint Paul’s Bay. Bezpośrednio przed śmiercią pracował nad freskami w kościołach w Siġġiewi i Mġarr, które pozostawił nieukończone.
W 2008 córka artysty, Maria Rosaria Pisani, przekazała Heritage Malta kolekcję jedenastu obrazów jej ojca, które były wystawiane od 15 stycznia do 25 marca tegoż roku. Do wystawy wydany został też katalog, zredagowany przez historyka sztuki Lino Borga.

## Prace
- „Śmierć Abla” (Death of Abel) (olej na płótnie, 1885), Narodowe Muzeum Sztuk Pięknych w Valletcie, obraz dał Pisaniemu srebrny medal na wystawie kolonialnej w Londynie w 1885[6].
- Sufit bazyliki św. Piotra i św. Pawła w Nadur; praca składa się z ponad 150 płócien przymocowanych do sklepionego sufitu[7].
- „Błogosławieństwa” (The Beatitudes) na kopule kościoła parafialnego w Siġġiewi; praca składa się z ośmiu płócien w technice marouflage; jedno z nich w 2013 odczepiło się od kopuły, prace zmierzające do umieszczenia go na poprzednim miejscu rozpoczęły się 1 maja 2014, i zakończyły się pełnym sukcesem[8].
- „Ostatnia Wieczerza” (The Last Supper), kościół Bożego Ciała w Għasri, Gozo; praca odnowiona w 2007 dzięki dotacji Bank of Valletta[9].
- „Matka Boska Różańcowa” (The Madonna of the Rosary), kościół „in-Nazzarenu” w Sliemie
- „Portret Concetty Pisani”, 1916
- „Autoportret”, 1916
- „Portret Mary Pisani”
- „Matka Boska Bolesna” (Our Lady of Sorrows), 1924
- „Portret Mrs. Gauci”, 1907
- „Portret Roby Pisani”
- „Św. Dyzma”
- „Portret lady Edeline Strickland”
- „Portret Pietro Paolo Mompalao”
- „List” (The Letter)
- „Portret sędziego sir Salvatore Naudi”